# Jindřich Vilém Wilczek
Jindřich Vilém hrabě Wilczek (německy Heinrich Wilhelm Graf von Wilczek, polsky Henryk Wilhelm Wilczek, 29. září 1665 – 19. března 1739, Vratislav) byl rakouský diplomat a vojevůdce (polní maršál) z českého šlechtického rodu Wilczků (Vlčků).

## Život a činnost
Narodil se jako syn Kašpara svob. pána von Wilczek ze druhého manželství s Annou Kateřinou Paczinskou.
Po studiích absolvoval kavalírskou cestu a roku 1685 vstoupil do císařské armády. Za své zásluhy díky své statečnosti postupoval v hodnostech (hejtman v rámci pluku polního maršála Arnošta Rüdigera ze Starhembergu, brzy poté byl vrchním vachtmistrem u pěšího pluku polního maršála hraběte Mikuláše Pálffyho a podplukovníkem v Bagniho pluku.
Později působil jako rakouský poslanec v Polsku. V roce 1729 měl veřejné slyšení v Grodně. V roce 1732 spolu s ruským představitelem Karlem Gustavem von Loewenwolde slíbil podporu polské aristokratické opozice proti státnímu převratu, který připravovali Wettinové.

## Rodina
Roku 1698 se oženil s Marií Charlottou rozenou hraběnkou Gilbertovou von Saint-Hilaire. Pár měl několik potomků:
1. Josef Maria (22. července 1700 – 1. března 1777, Vídeň), manž. 1734 Marie Gertruda Frederika z Oettingen-Spielbergu (17. dubna 1714 – 30. listopadu 1777, Vídeň
2. Marie Johana (22. června 1701 – únor 1735), manž. 1721 Johann Franz von Barwitz, baron de Fernemont (25. srpna 1688 – 1740)
3. Jan Leopold (* 1704)
4. Jan Baltazar (1710 – 10. června 1787, Vídeň), manž. 1734 Marie Antonie Kotulinská, baronka z Kotulína a Křížkovic (17. února 1710 – 3. června 1787, Vídeň)
5. Marie Josefa (1711–1788), manž. 1729 Rudolf Josef Sobek z Kornic (1702 – 1. dubna 1747, Koszęcin)